# 河內郡 (大阪府)
河內郡（日语：／ Kawachi gun */?）为過去日本大阪府轄下的一个郡，已于1896年4月1日与周邊的郡合并为中河內郡。
在1880年實施郡區町村編制法時的辖区包括现在的東大阪市東部區域和八尾市北部小部分地區。

## 歷史
在令制國時代屬於河內國。
江戶時代大部分區域為幕府直轄領地、旗本領，另有少部分區域屬於小田原藩和小泉藩。
1868年明治維新後，郡內區域曾先後隸屬大坂裁判所（後改為大阪府）、河內縣、堺縣、小泉縣，最後在1872年的第一次府縣整併中全數被併入堺縣。
1880年實施郡區町村編製法，正式的設置了近代的行政區劃「河內郡」，但並未設置自己的郡役所，而是與周邊的丹北郡、高安郡、澀川郡、大縣郡、若江郡共同設立「八尾郡役所」，郡役所位於若江郡寺內村（位於現在的八尾市），因此八尾郡役所後來也被更名為「丹北高安澀川大縣若江河內郡役所」。
1881年，由於堺縣被併入大阪府，河內郡隨之成為大阪府的轄區。

### 沿革

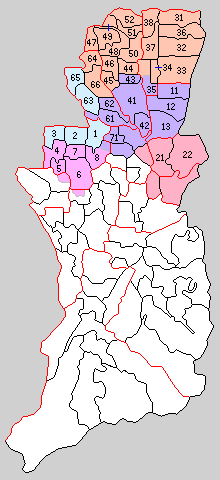
1889年河內郡轄下的行政區劃：
31.日根市村、32.枚岡村、33.枚岡南村、34.池島村、35.三野鄉村、36.大戶村、37.英田村、38.東六鄉村
（紫色：現屬八尾市、橙：現屬東大阪市、1 - 8屬丹北郡 、11 - 13屬高安郡、21・22屬大縣郡、51 - 52屬若江郡、61 - 66屬澀川郡、71屬志紀郡）

- 1889年04月1日：實施町村制，河內郡下設日根市村（日语：孔舎衙村）、枚岡村（日语：枚岡町）、枚岡南村（日语：枚岡南村）、池島村（日语：池島村）、三野鄉村（日语：三野郷）、大戶村（日语：石切町）、英田村（日语：英田 (東大阪市)）、東六鄉村（日语：東六郷村）。（8村）
- 1896年04月1日：實施郡制（日语：郡制），同時原屬於「丹北高安澀川大縣若江河內郡役所」的區域再加上志紀郡三木本村被合併為中河內郡。